# Охотниче (Нікопольський район)
Охо́тниче — село в Україні, в Нікопольському районі Дніпропетровської області. Входить до складу Першотравневської сільської громади. 
Орган місцевого самоврядування — Першотравневська сільська рада. Населення — 48 мешканців.
12 червня 2020 року, відповідно до розпорядження Кабінету Міністрів України № 709-р від «Про визначення адміністративних центрів та затвердження територій територіальних громад Дніпропетровської області», увійшло до складу Першотравневської сільської громади.
19 липня 2020 року, в результаті адміністративно-територіальної реформи і ліквідації Нікопольського району(1923—2020), село увійшло до складу новоутвореного Нікопольського району.

## Географія
Село Охотниче знаходиться на відстані 1,5 км від сіл Дружба, Томаківське і Лебединське. По селу протікає пересихаючий струмок з загатою.